# 犬目宿兵助
犬目宿 兵助（いぬめじゅく へいすけ、寛政9年（1797年） - 慶応3年2月23日（1867年3月28日））は、江戸時代後期の一揆指導者。姓は水越、名は「ひょうすけ」ともいう。

## 経歴・人物
甲斐国犬目宿（現：山梨県上野原市）の農民。
天保7年（1836年）の甲州郡内騒動を下和田村次左衛門と共に指導。次左衛門は捕えられ獄死したが、兵助は各地を流浪の末、上総木更津に隠れ、のち帰郷した。
墓所は上野原市にある宝勝寺。